# Zsitose
Zsitose (macedónul: Житоше, albánul Zhitoshi) település Észak-Macedóniában, a Pelagonijai körzet Dolneni járásában.

## Népesség
| Lakosok száma | 1244 | 1327 | 1435 | 1622 | 1757 | 1785 | 1773 | 1807 | 1690 |
|               | 1948 | 1953 | 1961 | 1971 | 1981 | 1991 | 1994 | 2002 | 2021 |

2002-ben 1807 lakosa volt, akik közül 1158 albán, 604 bosnyák, 17 török, 5 szerb, 3 macedón és 20 egyéb.